# Duveke
Duveke (tidligere Dufeke) er en herregård og landsby i Svalövs kommun, ca. 8 km nordvest for Svalöv i Skåne. 

## Historie
Duveke nævnes allerede i 1390'erne som Duege. Ifølge traditionen betyder det Dues ejendom, og den har sandsynligvis tilhørt adelsslægten Due.
Ældste kendte ejer er fra 1500-tallets anden halvdel. Fra 1637 tilhørte herregården tyskeren Wulf Hieronymus von Kratz (adlet 1637). Ved Sveriges erobring af Skåne tilhørte Duveke hans enke, født Ramel. Gården blev da omtalt som forfalden og "helt sänkt ned i ett moras". Herregården har siden tilhørt slægterne Ramel, Steuch og Mörner samt fra 1797 Berg von Linde. Hovedbygningen blev gennemgribende renoveret i 1994-1996 af familien Crafoord.